# 비즈니스 플롯
비즈니스 플롯(Business Plot)은 1933년 미국에서 대기업 자본가들이 프랭클린 루스벨트 행정부를 전복하고 퇴역 해병대 장군 스메들리 버틀러를 독재자로 세우고자 했던 정치적 음모였다. 음모를 제의받은 버틀러 장군 본인이 폭로하여 세상에 알려졌다. 버틀러는 1934년 하원 반미국행위 특별위원회, 속칭 맥코맥-딕스테인 위원회에서 선서하고 이러한 내용을 증언하였다.:85
당시 주요 언론들은 버틀러의 증언을 평가절하하였다. 예컨대 뉴욕 타임스 사설에서는 일련의 사태를 “거대한 자작극”이라고 규정했다. 위원회의 최종 보고서가 발표되자 타임즈는 위원회가 버틀러 소장의 증언이 사실이라고 확신하였으며 워싱턴으로의 파시스트 행진이 실제로 고려되었다는 확고한 증거가 발견되었다고 “주장되었다”고 보도했다. 이 음모에 관여했다고 지목된 사람들은 당연히 모두 혐의를 부인했다.
오늘날 역사학자들은 이 쿠데타 계획이 1933년 시점에서 실행 직전이었는지 여부에 관해서는 의문시하지만, 모종의 계획이 논의되었다는 것 자체에 대해서는 대개 동의하고 있다.:226, 228, 229, 230:85